# Kappa Crucis
Kappa Crucis (κ Cru, κ Crucis) é uma estrela pertencente ao aglomerado estelar NGC 4755 (Caixa de Joias), na constelação de Crux, a cerca de 6 400 anos-luz (2 000 parsecs) de distância da Terra. A olho nu, o aglomerado é visível como um objeto nebuloso de quarta magnitude, sendo necessário pelo menos binóculo para observar as estrelas individualmente. Kappa Crucis é uma estrela branco-azulada com uma magnitude aparente de 5,94. Dados fotométricos obtidos na missão Hipparcos detectaram que sua magnitude varia levemente em 0,0141 periodicamente a cada 9,536 dias.
Kappa Crucis está em um estágio avançado de seu ciclo de vida, sendo uma estrela supergigante de classe B com um tipo espectral de B5 Ia. De fato é uma estrela muito massiva e luminosa, com 23 vezes a massa solar e luminosidade mais de 150 mil vezes maior que a solar. Seu raio, calculado com base em seu diâmetro angular, equivale a 47 raios solares. Tem uma temperatura efetiva de 15 950 K, a qual lhe dá a coloração branco-azulada típica de estrelas de classe B. Não possui estrelas companheiras conhecidas.